# М'ясников Георг Васильович
Гео́рг Васи́льович М'яснико́в (*20 березня 1926, Коповка — †18 липня 1996, Москва) — радянський партійний, державний і суспільний діяч, історик-краєзнавець.  
Другий секретар Пензенського обкому КПРС (1961-1964, 1965-1986), секретар Пензенського обкому КПРС (1964-1965), перший заступник голови правління Радянського фонду культури (1986-1991), заступник голови правління Російського фонду культури (1991-1992), співголова правління (від СРСР) Радянсько-американського фонду «Культурна ініціатива» (1987-1989).
Зробив значний внесок у створення в Пензенській області нових об'єктів культури, спортивних об'єктів, підліткових клубів та місць відпочинку, завдяки чому цей регіон став більш відомим і привабливим.
За час роботи в фонді культури сприяв створенню нових музеїв, благодійних фондів, видавничої діяльності. Багато зробив для розвитку міжнародних культурних зв'язків і повернення в СРСР культурних цінностей. Автор ряду статей і двох книг про Пензенської області, а також щоденникових записів, які були частково опубліковані після його смерті.